# 애덤 J. 해링턴
애덤 J. 해링턴(Adam J. Harrington, 1972년 11월 22일 ~ )은 캐나다의 배우이다.
온타리오주 해밀턴에서 태어났다.

## 방송
- 시크릿 서클
- 쇼 미 유어스

## 영화
- 시크릿 서클 (2011년) - 에단 코난트 역
- 럭키 (2011년) - 스티브 메이슨 역
- 페이스 블라인드 (2011년)
- 덱스터 시즌5 (2010년)
- 라이프 오브 레몬 (2009년)
- 어글리 트루스 (2009년)
- 파스샹달 (2008년)
- 아이언맨 (2008년)
- 서바이빙 마이 마더 (2007년)
- 플라이트 93 (2006년)
- 덱스터 시즌1 (2006년)
- 브래티 베이비 (2005년)
- 베리 쿨 크리스마스 (2004년)
- 딥 이블 (2004년)
- 코니와 칼라 (2004년)
- 하우스 오브 더 데드 (2003년)
- 데드 하트 (2002년)
- 아웃 콜드 (2001년)
- 발렌타인 (2001년) - 제이슨 역
- 레저렉션 2 (2000년)
- 퀴어 애즈 포크 (2000년)
- 와이 투 케이 (1999년)
- 킬링 타겟 (1997년)
- 제3의 눈 (1995년)

## 게임
- 갓 오브 워 (2018) - 신드리
- 갓 오브 워 라그나로크 (2022) - 신드리